# أدريان ماري ليجاندر
أدريان ماري لوجندر (بالفرنسية: Adrien-Marie Legendre) (1165 - 1248 هـ / 1752 - 1833 م) هو عالم رياضيات فرنسي. له إسهامات عدة في الرياضيات و تسمت على اسمه مفاهيم شهيرة وهامة مثل كثيرات حدود ليجاندر وتحويل ليجاندر.

## حياته
نشأ أدريان ماري ليجاندر في باريس في 18 سبتمبر 1752 لعائلة غنية. تلقى تعليمه في كوليج مازاران في باريس، ودعم أطروحته في الرياضيات والفيزياء سنة 1770. درس في المدرسة العسكرية بباريس من 1775 إلى 1780 وفي المدرسة النورمالية منذ 1795. وفي الوقت ذاته اشترك في مكتب الأطوال [الإنجليزية]. عام 1782، منحت أكاديمية برلين ليجاندر جائزة عن أطروحته حول: تحديد المنحنى الذي تصفه المقذوفات والقنابل مع مراعاة مقاومة الهواء، وصياغة قواعد لمعرفة المسارات وفقًا لمختلف سرعات الإسقاط الأولية وزوايا الإسقاط المختلفة. ولفتت هذه الأطروحة انتباه لاغرانج إليه.
في سنة 1783، أكاديمية العلوم جعلت من ليجاندر نائبًا عضواً في مجلس العلوم. في العام 1789، انتُخب زميلاً في الجمعية الملكية.

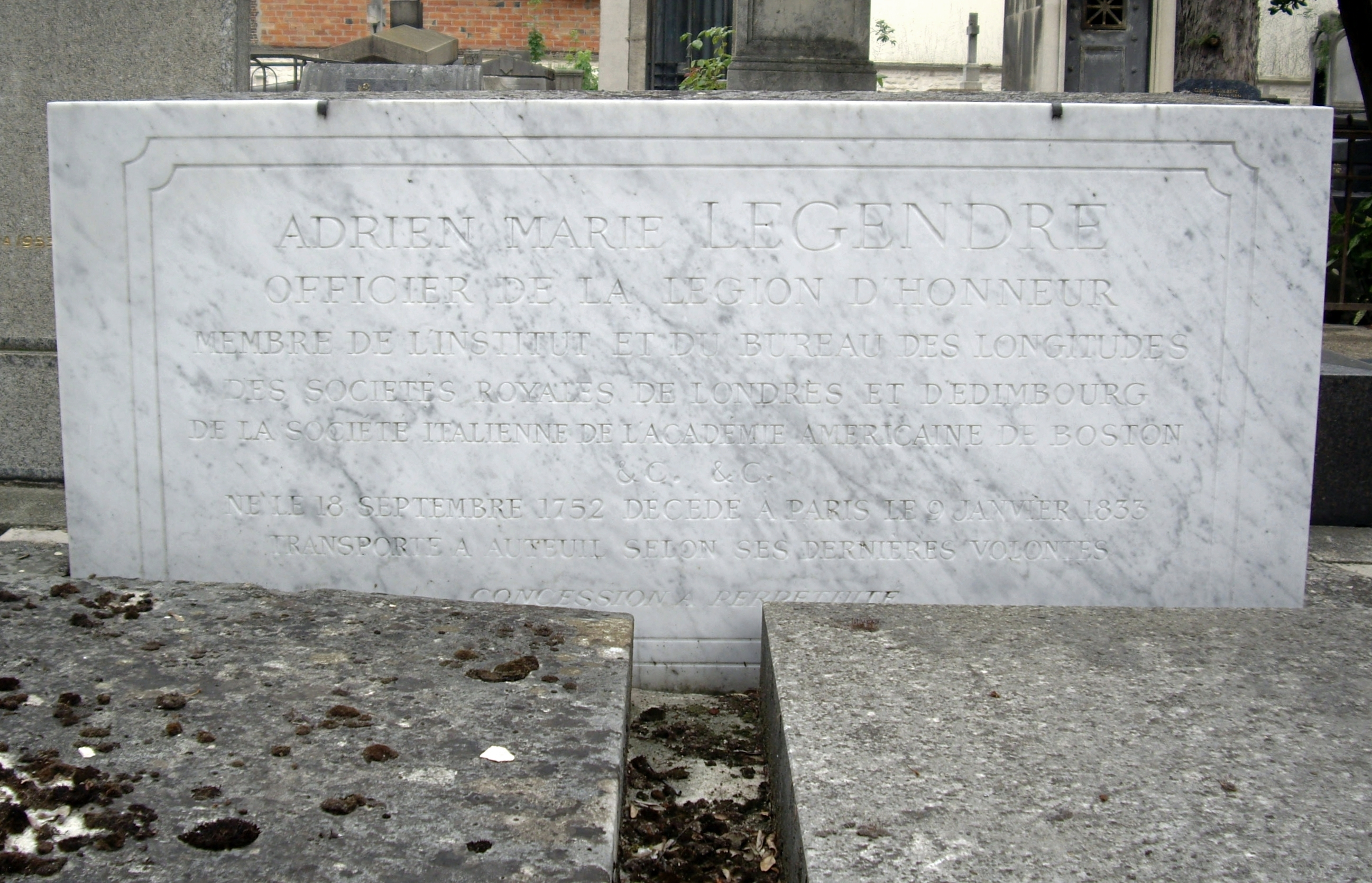
قبره في مقبرة أوتوى Auteuil.

## عمله الرياضي
إن عمل آبل عن الدوال الناقصية مبنى على عمل ليجاندر وغوص في الإحصاء و نظرية الاعداد مكملة من طرف لوجندر. طور طريقة أصغر المربعات وتواصل بشأنها مع معاصريه قبل أن يفعل غوص ذلك. هذه عندها تطبيقات في الانحدار الخطي ومعالجة الاشارات، الإحصاء وتوفيق المنحنيات.
نشِر عمله الرئيسى Exercices de Calcul Intégral تمارين في الحساب التكاملى في الأعوام 1811، 1817 ثم 1819. في المجلد الأول منه قدم الخصائص الأساسية للتكاملات الناقصية، دالات بيتا ودالات غاما، ثم قدم الرمز Γ. في عام 1830 أعطى برهانًا عند الحالة n = 5 ل مبرهنة فيرما الأخيرة.

## صورته
لمدة قرنين من الزمن، استخدمت صورة سياسي فرنسي يدعى Louis Legendre، على أنها لأدريان ماري ليجاندر. سبب الخطأ هو أن عنوان الصورة كان Legendre فقط، فنسبت إلى أدريان ماري. اكتشف هذا الخطأ عام 2009 م. الصورة الوحيدة لأدريان ماري ليجاندر هي صورة في كتاب من سنة 1820 م يدعى Album de 73 portraits-charge aquarellés des membres de I’Institut وتحوي صورا كاريكاتورية لثلاثة وسبعين رياضيًا.
|  |  |

## روابط خارجية
- أدريان ماري ليجاندر على موقع الموسوعة البريطانية (الإنجليزية)
- أدريان ماري ليجاندر على موقع إن إن دي بي (الإنجليزية)